# شارون هانسون
شارون هانسون (بالإنجليزية: Sharon Hanson)‏ هي منافسة ألعاب القوى أمريكية، ولدت في 24 سبتمبر 1965.

## وصلات خارجية
- شارون هانسون على موقع الاتحاد الدولي لألعاب القوى (الإنجليزية)
- شارون هانسون على موقع أوليمبيديا (الإنجليزية)